# Artemis Fowl (boekenserie)

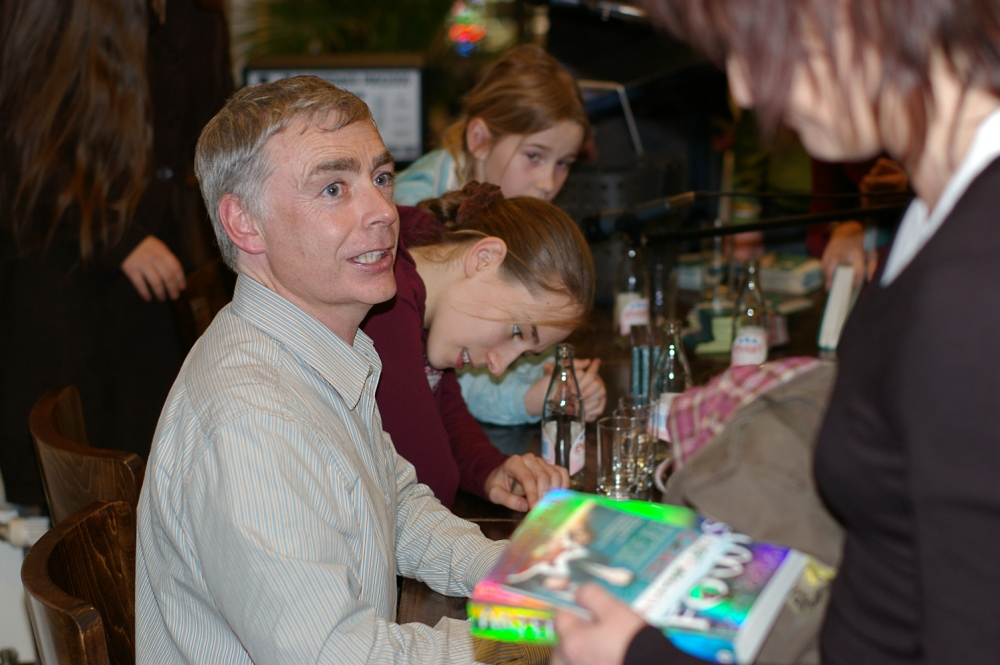
Eoin Colfer

Artemis Fowl is een door Eoin Colfer geschreven serie boeken over de gelijknamige jonge meestercrimineel Artemis Fowl. Het eerste boek in de reeks verscheen in 2001. Het achtste is het laatste en verscheen in 2012 zowel in het Engels als het Nederlands.

## Opzet
De verhalen spelen zich af in een wereld die deels gebaseerd is op de echte wereld, maar die ook bewoond wordt door fantasiewezens zoals dwergen, elfen en centauren. Deze worden door Colfer op geheel eigen wijze in de verhalen verwerkt, met veel traditionele trekken maar ook met geheel nieuwe.
Deze fantasiewezens leven in een eigen onderaardse wereld, los van de menselijke. Hun wereld wordt gekenmerkt door een hoogontwikkelde technologie die ver voor ligt op die van mensen, en die de lezer daarom als 'magisch' kan beschouwen. Niettemin beschikken de elfen ook over 'echte' magie, met name het vermogen om wonden te helen, mensen te "mesmeriseren" (ze te hypnotiseren) en een "schild" optrekken (vibreren aan zo'n hoge snelheid dat ze voor het menselijk oog onzichtbaar zijn). Deze "magie" moeten ze wel opladen door bij volle maan een eikeltje te planten daar waar er een beekje stroomt langs een oude eik. Deze wezens beperken de contacten met de mensheid zo veel mogelijk.
De hoofdpersoon, Artemis Fowl, is een wonderkind en ondanks zijn jonge leeftijd reeds een meedogenloze crimineel. Hij wordt gedreven door het willen herwinnen van het oude fortuin van zijn familie. Hij wordt bijgestaan door zijn butler oftewel bodyguard Domovoi Butler.

## Boeken in de serie

### Officiële reeks
De Artemis Fowl-serie bestaat uit acht officiële boeken, die allemaal in het Engels en Nederlands verkrijgbaar zijn. De reeks werd gestart in 2001 en eindigde elf jaar later, in het najaar van 2012.
| Titel                                 | Uitgave | Nederlandse versie                   | Uitgave      |
| ------------------------------------- | ------- | ------------------------------------ | ------------ |
| Artemis Fowl                          | 2001    | Artemis Fowl                         | 2001         |
| Artemis Fowl and The Arctic Incident  | 2002    | Artemis Fowl: De Russische connectie | 2002         |
| Artemis Fowl and The Eternity Code    | 2003    | Artemis Fowl: De eeuwige code        | 2003         |
| Artemis Fowl and The Opal Deception   | 2005    | Artemis Fowl: Het bedrog van Opal    | 2005         |
| Artemis Fowl and The Lost Colony      | 2006    | Artemis Fowl: De verloren kolonie    | 2007         |
| Artemis Fowl and The Time Paradox     | 2008    | Artemis Fowl en de tijdparadox       | 2009         |
| Artemis Fowl and The Atlantis Complex | 2010    | Artemis Fowl en het Atlantiscomplex  | 2011         |
| Artemis Fowl and The Last Guardian    | 2012    | Artemis Fowl: De Laatste Beschermer  | januari 2013 |

De eerste vijf Nederlandse versies van de boeken (van Artemis Fowl tot De Verloren Kolonie) werden uitgegeven door uitgeverij Vassallucci en zijn vertaald door Mireille Vroege. Later werd Vassallucci overgenomen door Standaard Uitgeverij, die het boek dan ging uitgeven. Sinds Artemis Fowl en de tijdparadox is er nog een keer van uitgever veranderd, en sindsdien worden alle boeken terug (her)uitgegeven door Van Goor, behorend tot Uitgeverij Unieboek|Het Spectrum. De Engelse boeken worden door Penguin / Viking en Hyperion uitgegeven.

### Gerelateerde boeken
Andere boeken in de reeks zijn:
- Artemis Fowl The Seventh Dwarf (Artemis Fowl: De zevende dwerg) verscheen in 2004 bij gelegenheid van Wereldboekendag.
- The Artemis Fowl Files (De Artemis Fowl Files): eveneens uit 2004. Hierin wordt een kijkje achter de schermen van de serie genomen. Deze additionele uitgaven verschenen in 2005 in het Nederlands.
- Artemis Fowl: The Graphic Novel (Artemis Fowl: Graphic Novel) (2007)
- Artemis Fowl - The Arctic Incident: The Graphic Novel (Artemis Fowl: Het Arctische Incident: Graphic Novel) (2009)
- Artemis Fowl: The Graphic Novel: The Eternity Code (geen datum bekend)

Opmerkelijk is dat het tweede boek in de serie wel De Russische Connectie heet, maar de graphic novel toch rechtstreeks vertaald is naar het Nederlands: Het Arctische Incident. De reden hiervoor is onder andere dat de boeken en graphic novels door verschillende uitgeverijen gepubliceerd worden - de boeken door Uitgeverij Van Goor (behorend tot Unieboek|Het Spectrum), en de graphic novels door De Boekerij (behorend tot samenwerkende uitgeverijen Meulenhoff/De Boekerij).

## Verfilming
Een verfilming van het eerste boek is in 2020 uitgebracht op Disney+.